# ADNOC
Abu Dhabi National Oil Company (ADNOC - en árabe: شركة بترول أبوظبي الوطنية‎, Compañía Nacional de Petróleo de Abu Dabi) es la compañía nacional de petróleo de Abu Dhabi, la compañía petrolera de propiedad estatal de los Emiratos Árabes Unidos (EAU), con acceso al petróleo y reservas de gas del país, considerada como la cuarta más grande del mundo (137 millones de barriles de petróleo a partir de junio del 2007).
ADNOC es una de las principales empresas del mundo con grandes reservas de petróleo y en los últimos años en las actividades de exploración han seguido utilizando la técnica de análisis sísmico con el fin de aumentar las reservas probadas. La capacidad de producción de petróleo se ha ampliado, y las tasas de recuperación de los yacimientos de petróleo existentes han sido mejoradas. Actualmente la compañía opera dos refinerías de petróleo, Ruwais y Umm Al Nar. ADNOC tienen once filiales en virtud, cada una manejando todos los aspectos del proceso en la industria petrolera.
Los Emiratos Árabes Unidos son uno de los propietarios más importantes del mundo en reservas de gas, que ADNOC está desarrollando tanto en tierra como en alta mar para la exportación de gas natural licuado y para abastecimiento de electricidad local y de servicios de agua a otras industrias, incluidas plantas petroquímicas y para re-inyección en los embalses para mejorar la producción de petróleo y condensado. Ocho nuevos buques metaneros han sido adquiridos para el transporte de las exportaciones de gas natural licuado.
Para alcanzar la meta de hacer de ADNOC una empresa de categoría mundial en cuestión de medio ambiente, la atención a la salud, seguridad y medio ambiente han aumentado en importancia e incluye una mayor protección a la población y el país en general, en tierra y mar contra la contaminación industrial. Los logros principales incluyen una reducción espectacular de la quema de gas, siendo el objetivo último el de eliminarla totalmente.

## Filiales
En tanto que compañía petrolera completamente integrada, las operaciones de gas de la compañía  ADNOC cumplen con todos los aspectos del proceso en la industria del petróleo. Estos procesos se dividen en once filiales que se enumeran a continuación:
- Abu Dhabi Gas (ADGAS) - Procesamiento, comercialización y distribución de GLP y gas natural licuado
- National Drilling Company Archivado el 6 de octubre de 2017 en Wayback Machine. (NDC) - perforaciones mar adentro y en tierra. NDC es la primera empresa entre el grupo de empresas de ADNOC.
- Abu Dhabi Company for Onshore Oil Exploration Archivado el 28 de febrero de 2012 en Wayback Machine. ADCO - Exploración de petróleo, producción y exportación de los yacimientos petrolíferos en tierra firme.
- Abu Dhabi Marine Operating Company  (ADMA-OPCO) - Producción mar adentro de petróleo y gas.
- Zakum Development Company (ZADCO) - Producción de petróleo del campo superior de Zakum.
- National Petroleum Construction Company (NPCC) - Construcción de instalaciones.
- Abu Dhabi Gas Industries Ltd Archivado el 11 de agosto de 2020 en Wayback Machine. (GASCO) - Producción y operación de productos de gas licuado.
- ESNAAD - Servicios de manejo de materiales, gestión de residuos, mezcla y fabricación de productos químicos, base de suministros en alta mar.
- Abu Dhabi Oil Refining Company Archivado el 7 de octubre de 2017 en Wayback Machine. (TAKREER) - Refino de petróleo crudo, cloro y productos químicos relacionados con la producción, granulación de azufre.
- Abu Dhabi Petroleum Ports Operating Company Archivado el 1 de octubre de 2017 en Wayback Machine. (IRSHAD) - Operaciones de los puertos exportadores de petróleo como Ruwais y Jebel Dhanna
- Ruwais Fertilizer Industry Archivado el 22 de septiembre de 2017 en Wayback Machine. (FERTIL) - Producción y comercialización de urea y amoníaco en la planta de Ruwais.
- ADNOC distribution Archivado el 4 de mayo de 2019 en Wayback Machine. - Distribución, almacenamiento y transporte de productos refinados.
- Abu Dhabi National Tanker Company (ADNATCO) - Transporte de petróleo crudo y productos refinados.
- Abu Dhabi Polymers Company Ltd (Borouge) - Procesamiento y producción de etileno y polietileno.
- National Gas Shipping Company (NGSCO) - Envíos de productos de gas licuado desde la isla de Das.